# Szerokogłów samotny
Szerokogłów samotny (Platymops setiger) – gatunek małego drapieżnego ssaka, nietoperza z podrodziny molosów (Molossinae) w obrębie rodziny molosowatych (Molossidae); jedyny przedstawiciel rodzaju szerokogłów (Platymops). Zamieszkuje mały obszar Afryki: od południowo-wschodniego Sudanu Południowego i południowo-zachodniej Etiopii do Kenii; prawdopodobnie występuje również w Ugandzie. Cechują go brodawkowate guzki m.in. na przedramieniu i kciuku, spłaszczone ciało, obie płcie mają też worek. Odpoczywa w szczelinach skalnych i pod głazami, razem z innymi osobnikami swojego gatunku oraz skorpionami. Przez IUCN uznawany jest za gatunek najmniejszej troski (LC).

## Taksonomia

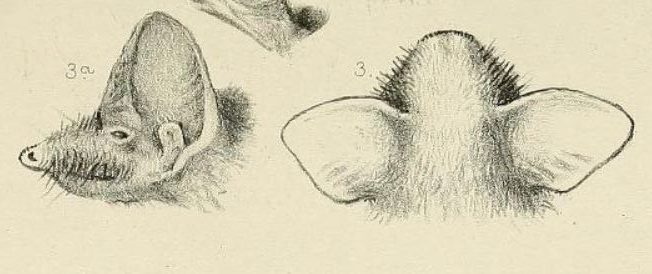
Ilustracja dołączona do pierwszego opisu gatunku

Gatunek naukowo opisał w 1878 roku Wilhelm Karl Ludwig Peters jako Mormopterus setiger; autor jako miejsce typowe holotypu wskazał hrabstwo Taita w Kenii.
W 1906 Oldfield Thomas wykreował osobny rodzaj – Platymops (szerokogłów) dla nowo opisanego przez siebie gatunku Platymops macmillani. W 1965 roku R.L. Peterson uznał P. macmillani za podgatunek P. setiger, bazując na różnicach w wielkości; według tego ujęcia podgatunek nominatywny P. s. setiger miał żyć wyłącznie w południowej Kenii, a P. s. macmillani na innych stanowiskach. Zasięg występowania tego gatunku jest jednak ciągły i ograniczony, a różnice w wielkości osobników mają charakter klinalny, więc autorzy Handbook of the Mammals of the World (HMW) uznają ten takson za monotypowy. Forma barbatogularis z Sudanu Południowego została początkowo opisana jako odrębny gatunek (w 1956 roku, przez D.L. Harrisona), osobniki z tej populacji mają na swym worku gardłowym kępki brązowawych włosków, co nie jest spotykane u innych okazów. Jednakże w 2005 roku N.B. Simmons wliczyła rzekomy gatunek do Platymops setiger.
Szerokogłów samotny jest obecnie jedynym przedstawicielem rodzaju Platymops; Roberts (1917) zaklasyfikował do tego rodzaju także jaszczurzyka skalnego (Sauromys petrophilus), acz obecnie wydziela się dla niego osobny rodzaj jaszczurzyk (Sauromys), którego również jest jedynym przedstawicielem.
Zrozumienie powiązań między rodzajami nietoperzy z rodziny molosowatych (Molossidae) opierało się w dużej mierze na analizach danych morfologicznych, a powiązań między rodzajami tej rodziny nie badano na podstawie danych molekularnych. Ponadto nietoperze te są rzadko spotykane w zasobach muzealnych i z tego względu trudno pozyskać różne okazy do badań. Wedle badań Gregorina z 2000 roku rodzaj Platymops jest siostrzany wobec goblinka (Mormopterus); jednocześnie badania filogenetyczne potwierdzają odrębność tego rodzaju (razem z Cabreramops, psioliczkiem [Cynomops] oraz Austronomus). Autor rozróżnił ponadto 2 podrodziny: Tomopeatinae i Molossinae (które HMW uznaje za ważne), a dodatkowo w obrębie podrodziny molosów wydzielił dwa plemiona: Molossini (zawierające rodzaje Molossus, Promops, Cheiromeles, włącznie z Myopterus) oraz Tadaridini, które miałoby uwzględniać wszystkie pozostałe rodzaje. Wobec takiej systematyki brak jednak konsensusu. Analiza filogenetyczna przeprowadzona także przez Gregorina wraz z współpracownikami na łamach czasopisma „Cladistics” w 2015 roku sugeruje natomiast, że najbliższym krewnym Platymops jest Sauromys.

## Występowanie
Nietoperz żyje od południowo-wschodniego Sudanu Południowego i południowo-zachodniej Etiopii do Kenii. Możliwe, że występuje również w Ugandzie, choć wymaga to potwierdzenia.

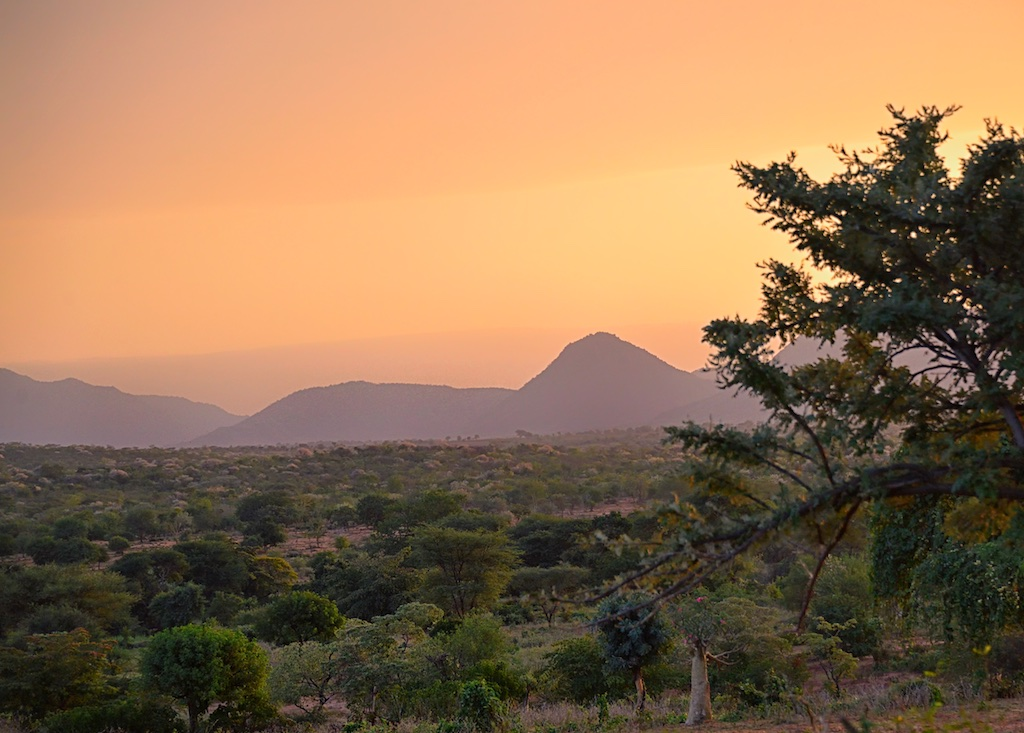
Etiopska sawanna to miejsce, gdzie żyje ten molos

## Morfologia
HMW podaje następujące wymiary: długość ciała ok. 50–78 mm; długość ogona: 22–36 mm; długość przedramienia to 11–17 mm; ucho mierzy 11–17 mm; długość stopy tylnej wynosi 7–8 mm; szerokogłów samotny waży od 7 do 18 g. Rozpoznawalny po swoim spłaszczonym ciele i głowie oraz brodawkowatych guzkach znajdujących się na przedramieniu, kciuku, ogonie oraz trzeciej kości śródręcza. Sierść jest krótka, jasnego koloru – zwykle ma barwę mieszaniny brązu oraz sepii, rdzawego brązu, brązowawej szarości, a nawet jasnej czerni, barwy te dominują na wierchu ciała, podczas gdy futro na spodzie ciała przybiera barwę kremowej bieli albo rdzawożółtą. U niektórych nietoperzy obserwuje się ciemniejszy pasek po bokach ciała, biegnący od szyi. Błona skrzydłowa jest ciemnobrązowa, szczególnie ciemne zabarwienie przybiera blisko kończyn. Warga górna gruba i sztywna, z widocznymi zmarszczkami i sztywnymi włoskami. Uszy są ciemnobrązowe. Worek gardłowy obecny jest u obu płci, a u formy barbatogularis zawiera on kępki brązowawej sierści, worki innych form nie posiadają takiej cechy. Na głowie brak czuba z włosów. Garnitur chromosomowy dla kenijskich osobników ma wzór 2n = 48 i FNa = 54. Formuła zębowa przyjmuje poniższy wzór: 

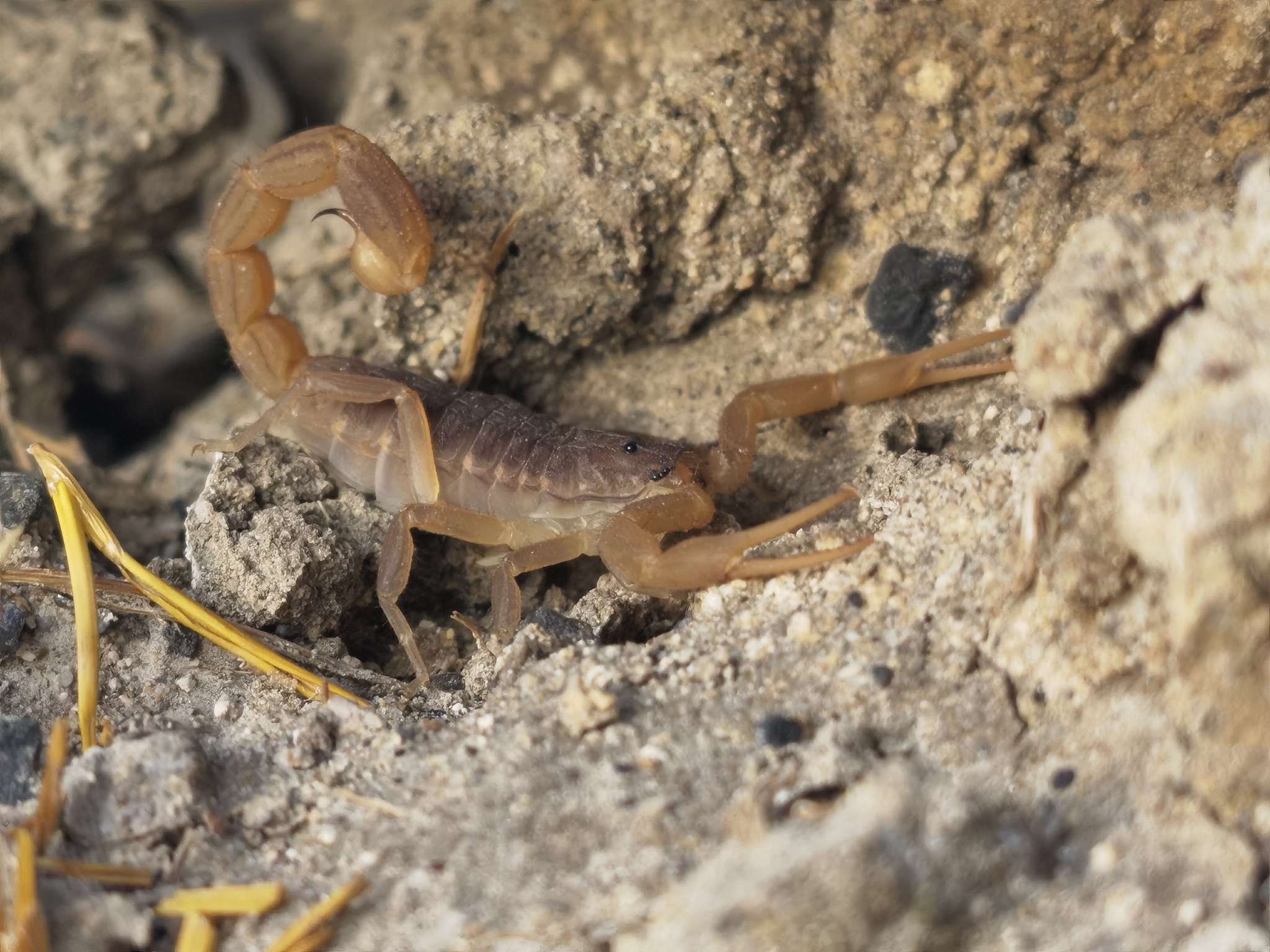
Czasem z szerokogłowem samotnym pod wszelkimi kamieniami współistnieją skorpiony (tu: Hottentotta mazuchi)

| Wzór zębowy | Wzór zębowy | I | C | P | M |
| ----------- | ----------- | - | - | - | - |
| 30          | =           | 1 | 1 | 2 | 3 |
| 30          | =           | 2 | 1 | 2 | 3 |

## Ekologia
Gatunek chętnie żyje blisko klifów, szczytów gór, suchych sawann i innych terenów skalistych, w pobliżu dziur, gdzie gromadzi się deszczówka; występuje od nizin do areałów na wysokości 2000 m n.p.m. Tamże odpoczywa pod głazami i kamieniami, między szczelinami skał, podobnie, jak czynią to (konwergentnie) Sauromys petrophilus i molosik płaskogłowy (Neoplatymops mattogrossensis); odpoczywa samotnie albo w grupkach złożonych z 5 osobników, może żyć razem ze skorpionami. Posiada wyspecjalizowanie zbudowane ciało i głowę, dzięki czemu może dostać się do takich miejsc. 
Lata na wysokości 9 m nad terenami podmokłymi, łowiąc chrząszcze (Coleoptera). Samica wydaje na świat 1 młode.

## Status
Międzynarodowa Unia Ochrony Przyrody (IUCN) uznaje szerokogłowa samotnego za gatunek najmniejszej troski (LC – Least Concern) nieprzerwanie od 1996 roku, kiedy to za poprawną nazwę uznawano Mormopterus setiger, a sam nietoperz znajdował się w kategorii LR (Lower Risk). Liczebność populacji nie jest znana, podobnie jak jej trend. Niewiele wiadomo na temat populacji tego nietoperza, nie wykazuje się też żadnych zagrożeń, które jakkolwiek wpłynęły na ogólne zasoby gatunku. Prawdopodobnie występuje również na terenach chronionych, co jednak wymaga potwierdzenia.